# Thaumatometra
Thaumatometra is een geslacht van haarsterren uit de familie Antedonidae. De wetenschappelijke naam van het geslacht werd in 1908 voorgesteld door Austin Hobart Clark.

## Soorten
- Thaumatometra abyssorum (Carpenter, 1888)
- Thaumatometra alternata (Carpenter, 1888)
- Thaumatometra brevicirra (A.H. Clark, 1908)
- Thaumatometra comaster A.H. Clark, 1908
- Thaumatometra isis (A.H. Clark, 1907)
- Thaumatometra minutissima (A.H. Clark, 1908)
- Thaumatometra parva A.H. Clark, 1908
- Thaumatometra plana (A.H. Clark, 1912)
- Thaumatometra septentrionalis A.H. Clark, 1918
- Thaumatometra tenuis (A.H. Clark, 1907)
- Thaumatometra thysbe A.H. Clark, 1912